# Radlovți, Kiustendil
Radlovți (în bulgară Радловци) este un sat în comuna Kiustendil, regiunea Kiustendil,  Bulgaria. 

## Demografie
Componența etnică a satului Radlovți
     Bulgari (99,23%)
     Nicio identificare (0,76%)
     Altele (0%)
La recensământul din 2011, populația satului Radlovți era de 130 locuitori. Din punct de vedere etnic, majoritatea locuitorilor (99,23%) erau bulgari. Pentru 0,76% din locuitori nu este cunoscută apartenența etnică.